# Берёзка (Владимирская область)
Берёзка — посёлок в Петушинском районе Владимирской области России, входит в состав Петушинского сельского поселения.

## География
Посёлок расположен в 6 км на север от райцентра города Петушки.

## История
Посёлок возник в составе Петушинского сельсовета в начале 1980-х годов при строительстве радиоцентра ТАСС.

## Население
| 2002 | 2010 | 2021 |
| ---- | ---- | ---- |
| 551  | ↗702 | ↘399 |

## Инфраструктура
В посёлке находятся детский сад № 8, сельский дом культуры, отделение федеральной почтовой связи.

## Экономика
В посёлке расположен радиоцентр Информационного телеграфного агентства России — филиал ФГУП «Информационное телеграфное агентство России (ИТАР-ТАСС)».